# Rivière Saint-Jean (Minganie)
Pour les articles homonymes, voir Saint-Jean, Rivière Saint-Jean et Rivière-Saint-Jean.
La rivière Saint-Jean est un affluent de la rive nord du golfe du Saint-Laurent, coulant dans le territoire non organisé de Lac-Jérôme et dans la municipalité de Rivière-Saint-Jean, dans la municipalité régionale de comté de la Minganie, dans la région administrative de la Côte-Nord, dans la province de Québec (Canada). Elle est considérée comme l'une des trois rivières à saumon de la Côte-Nord.
Cette rivière est navigable sur 50 km (31 milles). Elle habite une pourvoirie, laquelle possède deux camps de pêche au 13e mille et au 30e mille.

## Géographie
Le cours de la rivière Saint-Jean descend du nord, entre la rivière Magpie (situé du côté ouest) et la rivière Manitou (situé du côté est).
La rivière Saint-Jean prend sa source au Lac Kaministukuakamaht (longueur: 2,9 km; altitude : 612 m), dans le territoire non organisé de Lac-Jérôme. Ce lac est alimenté par sept décharges de ruisseaux dont la principale vient de l'ouest. L'embouchure du lac Kaministukuakamaht est située à :
- 9,4 km à l'est de la limite entre le Labrador et le Québec;
- 152,8 km au nord-ouest de l'embouchure de la rivière Saint-Jean;
- 222 km au nord-est du centre-ville de Sept-Îles.

À partir du lac Kaministukuakamaht, le cours de la rivière Saint-Jean descend sur 229,2 km, avec une dénivellation de 612 m, selon les segments suivants:
Cours supérieur de la rivière Saint-Jean (segment de 48,7 km)
- 16,1 km d'abord vers le nord-est pour recueillir la décharge (venant du nord) d'un lac; puis vers le sud-est, en traversant sur 7,8 km le lac ? (altitude : 584 m), jusqu'à son embouchure;
- 6,9 km d'abord vers le sud-est jusqu'à la décharge (venant du sud) d'un ensemble de lacs; puis vers le nord-est en passant du côté ouest du Mont Kapiskuapustent, en traversant un petit lac (altitude : 575 m, jusqu'à son embouchure. Note: ce lac reçoit la décharge (venant du nord-ouest) d'un ensemble de lacs;
- 25,7 km vers le sud-est, en passant du côté nord-est du Mont Kapiskuapustent, en recueillant la décharge (venant du nord) d'un ensemble de lacs, en formant une boucle vers l'ouest, en recueillant la décharge d'un ensemble de lacs, en passant du côté ouest d'un petit aéroport régional, en recueillant la décharge (venant de l'est) du lac Coupeaux, jusqu'à la confluence de la rivière Labône (venant du nord-ouest);

Cours intermédiaire de la rivière Saint-Jean (en amont de la rivière Labône) (segment de 63,2 km)
- 23,1 km d'abord vers le sud-est dans une plaine, puis vers le sud dans une vallée encaissée, en recueillant la décharge (venant de l'ouest) d'un lac, en formant une grande courbe vers l'est en début de segment, jusqu'à un ruisseau (venant du nord-ouest);
- 18,8 km vers le sud dans une vallée encaissée, jusqu'à la confluence de la rivière Rapide (venant du nord-ouest). Note: À cette confluence, le courant contourne plusieurs îles;
- 21,3 km vers le sud-est dans une vallée encaissée, en recueillant le ruisseau Utnikan (venant du nord), jusqu'à la confluence de la rivière Poisset (venant de l'ouest);

Cours intermédiaire de la rivière Saint-Jean (en amont de la rivière Poisset) (segment de 51,6 km)
- 20,3 km d'abord vers le sud-est dans une vallée évasée jusqu'à un coude rivière; puis vers le sud dans une vallée encaissée, en formant un crochet vers l'ouest en fin de segment, jusqu'à la décharge (venant du nord) du lac Élie;
- 31,3 km d'abord vers le sud en formant un crochet vers l'ouest, puis vers le sud-est dans une vallée encaissée, jusqu'à la confluence de la rivière Saint-Jean Nord-Est (venant du nord);

Cours intermédiaire de la rivière Saint-Jean (en amont de la rivière Saint-Jean Nord-Est) (segment de 22,3 km)
À partir de la confluence de la rivière Saint-Jean Nord-Est, le cours de la rivière Saint-Jean descend sur:
- 22,3 km généralement vers le sud-est dans une vallée évasée, formant plusieurs grands serpentins, passant en début de segment devant le hameau Tshiahahtunekamuk, jusqu'à la confluence de la rivière au Saumon (venant de l'ouest);

Cours inférieur de la rivière Saint-Jean (segment de 43,4 km)
- 9,7 km vers le sud dans une vallée encaissée, en formant une boucle vers l'ouest en début de segment, et une autre boucle vers l'est en mi-segment, jusqu'au ruisseau à Méo (venant du nord-est);
- 17,6 km vers le sud en formant un grand S en début de segment et en passant devant le hameau Kaministnahkuteht (situé sur la rive Est), en contournant la Petite île Mantus, puis en formant une boucle vers l'est en fin de segment, jusqu'à la rivière Chambers (venant de l'ouest), dont la confluence est situé en face du lieu-dit Ueht Ka Tshitaikant;
- 16,1 km vers le sud en formant une grande boucle vers l'est pour contourner la presqu'île du hameau Kamikuapiskat, en formant une seconde grande boucle vers le sud-est pour aller recueillir la décharge du lac Castor, puis formant une autre grande courbe fers le nord, redescendant vers le sud pour passer sous le pont de la route 138, puis passant devant le village de Rivière-Saint-Jean (situé sur la rive ouest), recueillant les eaux de la rivière Sacré-Cœur, jusqu'à son embouchure. L'embouchure de la rivière est barrée partiellement par la Pointe à Robin (située sur la rive ouest) et une presqu'île rattachée à la rive Est s'étirant sur 1,6 km vers le l'ouest. Lors des marées bases, le grès s'étire sur environ deux kilomètres à l'embouchure de la rivière Saint-Jean dont environ 0,7 km au-delà de la jetée marquant l'embouchure[4].

La rivière Saint-Jean se déverse sur rive nord du golfe du Saint-Laurent, soit dans le Détroit de Jacques-Cartier. Cette confluence est située à:
- 52,2 km au sud-ouest du centre du village de Havre-Saint-Pierre;
- 46,2 km au nord de la pointe ouest de l'Île d'Anticosti;
- 145,4 km au nord-est du centre-ville de Sept-Îles[4].

## Toponymie
Les Innus utilisent le mot Usasumekw, qui peut se traduire en français par « rivière à saumon », pour identifier le cours d'eau.
Le toponyme « rivière Saint-Jean » a été officialisé le 5 décembre 1968 à la Banque des noms de lieux de la Commission de toponymie du Québec.

## Pêche
En mai 2015, le ministère des Forêts, de la Faune et des Parcs du Québec a annoncé un programme de pêche sportive avec remise à l'eau des gros saumons sur seize des 118 rivières à saumon du Québec.
Ce sont les Mitis, Laval, Pigou, Bouleau, aux Rochers, Jupitagon, Magpie, Saint-Jean, Corneille, Piashti, Watshishou, Little Watshishou, Nabisipi, Aguanish et Natashquan.
La Fédération du saumon atlantique du Québec a déclaré que les mesures n'allaient pas assez loin dans la protection du saumon pour les générations futures. Compte tenu du déclin rapide de la population de saumons atlantiques, la capture et la remise à l'eau auraient dû être mises en œuvre sur toutes les rivières à l'exception du nord du Québec.
La Pourvoirie de la Haute Saint-Jean a des droits exclusifs sur trois zones de pêche avec 55 bassins le long de 30 km de la Saint-Jean et 14 km de la rivière Salmon (Rivière aux Saumons). Entre 2012 et 2016, la capture annuelle moyenne de saumon déclarée était de 123 juvéniles et 28 gros poissons, dont 412 remis à l'eau.

## Sources
- « Bilan de l'exploitation du saumon au Québec en 2017 », ministère des Forêts, de la Faune et des Parcs, Secteur de la faune, 15 février 2018 (consulté le 30 septembre 2019)
- « Portrait préliminaire de la zone de gestion intégrée de l'eau par bassin versant Duplessis », OBV Duplessis, avril 2015 (consulté le 29 septembre 2019)
- « Pourvoirie de la Haute Saint-Jean », L’Association de Protection de la Rivière-St-Jean (consulté le 30 septembre 2019)
- « Quebec salmon need stronger preservation rules, association says », Montreal, CBC News, 10 mai 2015 (consulté le 24 septembre 2019)
- « Rivière Saint-Jean », Ressources naturelles Canada (consulté le 30 septembre 2019)
- Eugène Rouillard, « Dictionnaire des rivières et lacs de la province de Québec », Québec. Département des terres et forêts, 1914
- Ressources relatives à la géographie :   - Banque de noms de lieux du Québec
  - Base de données toponymiques du Canada